# Ligue Magnus
Ligue Magnus – najwyższy poziom ligowy rozgrywek hokeja na lodzie we Francji.

## Historia
Rozgrywki zostały założone w 1907 i należą tym samym do najstarszych w Europie.
Dotychczasowe nazwy
- 1903–1930: Mistrzostwa Francji
- 1930–1972: 1re série
- 1972–1976: nie rozgrywano
- 1976–1985: Nationale A
- 1985–1990: Nationale 1A
- 1990–1991: Ligue Nationale
- 1991–1992: Élite Ligue
- 1992–1994: Nationale 1
- 1994–1996: Élite Ligue
- 1996–1997: Nationale 1A
- 1997–2002: Élite Ligue
- 2002–2004: Super 16
- 2004–: Ligue Magnus

Zwycięzca otrzymuje Puchar Magnusa (franc. Coupe Magnus). Nazwa trofeum pochodzi od nazwiska Louisa Magnusa, pierwszego prezydenta IIHF w latach 1908–1912.

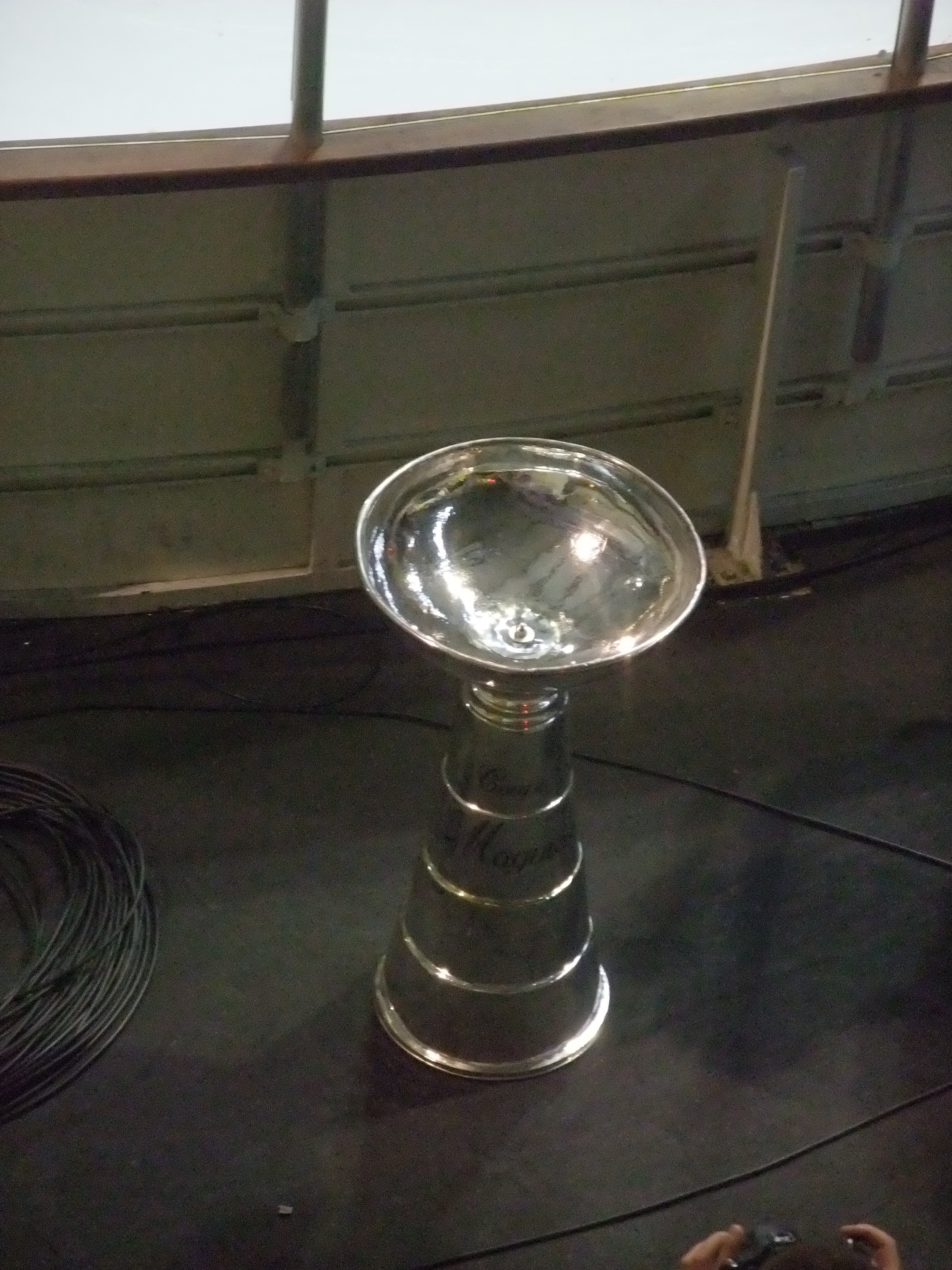
Puchar Magnusa (2010)

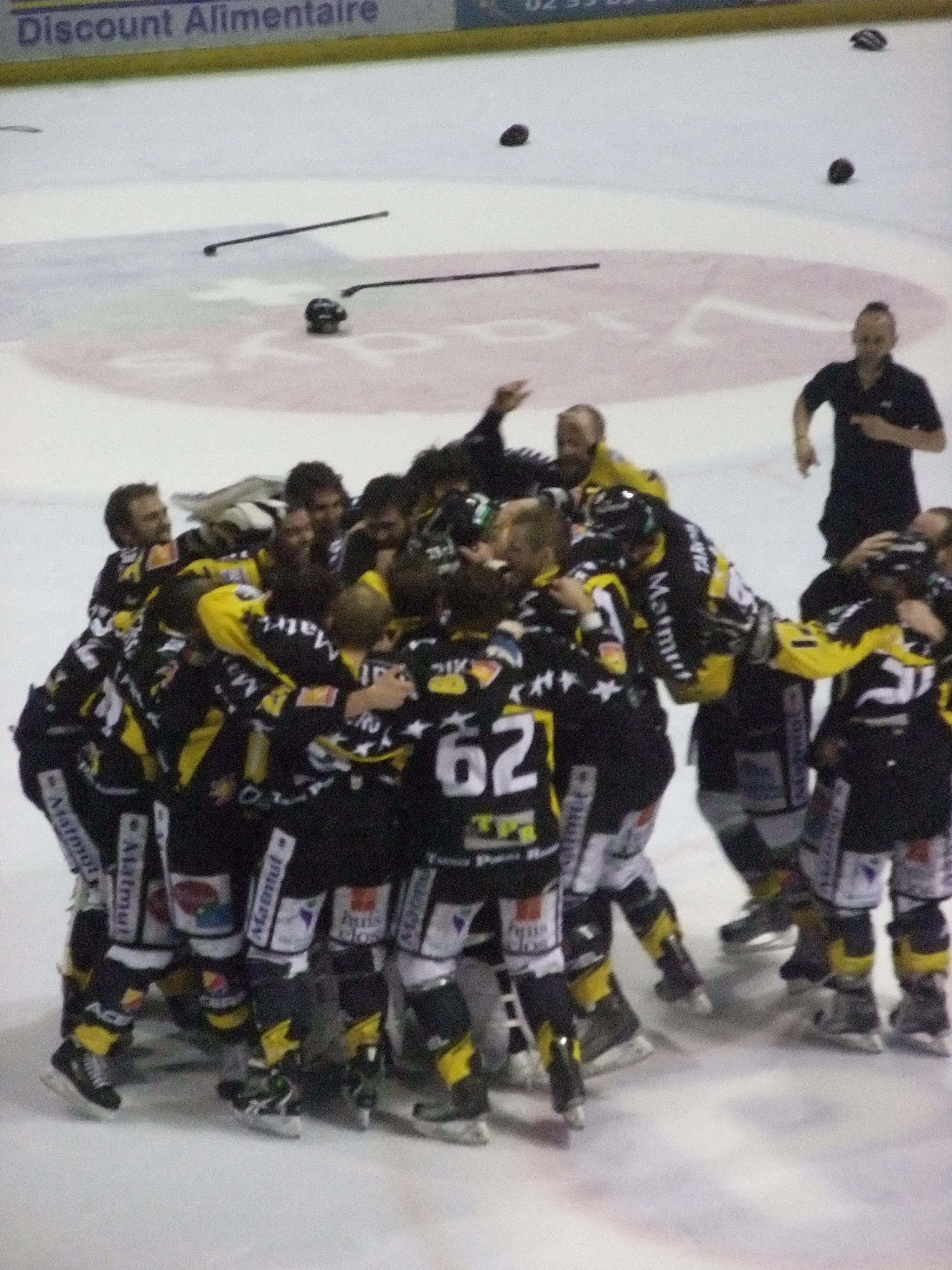
Drużyna Dragons de Rouen świętuje zdobycie mistrzostwa (13.04.2010)

## Triumfatorzy
- 1904: Patineurs de Paris
- 1905: Patineurs de Paris
- 1906: Patineurs de Paris
- 1907: SC Lyon
- 1908: Patineurs de Paris
- 1912: Patineurs de Paris
- 1913: Patineurs de Paris
- 1914: Patineurs de Paris
- 1920: Skating Club Paris
- 1921: Sports d’Hiver Paris
- 1922: Sports d’Hiver Paris
- 1923: Chamonix Hockey Club
- 1925: Chamonix Hockey Club
- 1926: Chamonix Hockey Club
- 1927: Chamonix Hockey Club
- 1929: Chamonix Hockey Club
- 1930: Chamonix Hockey Club
- 1931: Chamonix Hockey Club
- 1932: Stade Français Paris
- 1933: Stade Français Paris
- 1934: Rapides de Paris
- 1935: Stade Français Paris
- 1936: Français Volants de Paris
- 1937: Français Volants de Paris
- 1938: Français Volants de Paris
- 1939: Chamonix Hockey Club
- 1942: Chamonix Hockey Club
- 1944: Chamonix Hockey Club
- 1946: Chamonix Hockey Club
- 1949: Chamonix Hockey Club
- 1950: Racing Club de Paris
- 1951: Racing Club de Paris
- 1952: Chamonix Hockey Club
- 1953: Paris Université Club
- 1954: Chamonix Hockey Club
- 1955: Chamonix Hockey Club
- 1956: CP Lyon
- 1957: ACBB Paris
- 1958: Chamonix Hockey Club
- 1959: Chamonix Hockey Club
- 1960: ACBB Paris
- 1961: Chamonix Hockey Club
- 1962: ACBB Paris
- 1963: Chamonix Hockey Club
- 1964: Chamonix Hockey Club
- 1965: Chamonix Hockey Club
- 1966: Chamonix Hockey Club
- 1967: Chamonix Hockey Club
- 1968: Chamonix Hockey Club
- 1969: Saint Gervais
- 1970: Chamonix Hockey Club
- 1971: Chamonix Hockey Club
- 1972: Chamonix Hockey Club
- 1973: Chamonix Hockey Club
- 1974: Saint-Gervais
- 1975: Saint-Gervais
- 1976: Chamonix Hockey Club
- 1977: Gap
- 1978: Gap
- 1979: Chamonix Hockey Club
- 1980: ASG Tours
- 1981: CSG Grenoble
- 1982: CSG Grenoble
- 1983: Saint-Gervais
- 1984: Boucs de Megève
- 1985: Saint-Gervais
- 1986: Saint-Gervais
- 1987: Mont-Blanc HC
- 1988: Mont-Blanc HC
- 1989: Français Volants
- 1990: Rouen Hockey Élite 76
- 1991: CSG Grenoble
- 1992: Rouen Hockey Élite 76
- 1993: Rouen Hockey Élite 76
- 1994: Rouen Hockey Élite 76
- 1995: Rouen Hockey Élite 76
- 1996: Albatros de Brest
- 1997: Albatros de Brest
- 1998: Brûleurs de Loups de Grenoble
- 1999: HC Amiens Somme
- 2000: Reims Champagne hockey 2
- 2001: Rouen Hockey Élite 76
- 2002: Reims Champagne hockey 2
- 2003: Rouen Hockey Élite 76
- 2004: HC Amiens Somme
- 2005: HC Mulhouse
- 2006: Rouen Hockey Élite 76
- 2007: Brûleurs de Loups de Grenoble
- 2008: Dragons de Rouen
- 2009: Brûleurs de Loups de Grenoble
- 2010: Dragons de Rouen
- 2011: Dragons de Rouen[1]
- 2012: Dragons de Rouen
- 2013: Dragons de Rouen
- 2014: Diables Rouges de Briançon
- 2015: Gap
- 2016: Dragons de Rouen
- 2017: Gap
- 2018: Dragons de Rouen
- 2019: Brûleurs de Loups de Grenoble
- 2020: nie wyłoniony
- 2021: Dragons de Rouen
- 2022: Brûleurs de Loups de Grenoble
- 2023: Dragons de Rouen
- 2024: Dragons de Rouen

## Nagrody i trofea
Po zakończeniu sezonu rokrocznie przyznawanych jest szereg nagród indywidualnych i drużynowych:
- Nagroda Charlesa Ramseya dla najskuteczniejszego strzelca
- Nagroda Alberta Hasslera dla Najbardziej Wartościowego Gracza francuskiej narodowości
- Nagroda Marcela Clareta dla najbardziej sportowej drużyny
- Nagroda Raymonda Dewasa dla najbardziej sportowego zawodnika
- Nagroda Jeana-Pierre'a Graffa dla najbardziej wartościowego pierwszoroczniaka
- Nagroda Jeana Ferranda dla najlepszego bramkarza sezonu